# Histoire et culture du nationalisme en Algérie
Histoire et culture du nationalisme en Algérie (History and the Culture of Nationalism in Algeria)  est un livre de James McDougall publié à l'origine par Cambridge University Press en 2006. Il fait partie de la collection Cambridge Middle East Studies (n° 24). L’ouvrage propose une analyse de la manière dont le récit nationaliste algérien a été construit et développé dans la mémoire populaire. L’auteur accorde une attention particulière au rôle joué par l’Association des oulémas musulmans algériens et par Ahmed Taoufik El Madani dans l’élaboration de ce récit nationaliste,.

## Structure
L’ouvrage comprend les éléments liminaires habituels, une préface, un essai intitulé Le langage de l’histoire, ainsi qu’un prologue centré sur Tunis en 1899. Il est ensuite structuré autour de cinq essais principaux :
1. Les marges d’un monde en fragments
2. La conquête conquise ?
3. Les docteurs de la nouvelle religion
4. Culte des saints et ancêtres
5. Arabes et Berbères ?

Il se conclut par un épilogue centré sur Alger en 2001, un essai intitulé L’invention de l’authenticité, et une bibliographie.

## Résumé
Dans Histoire et culture du nationalisme en Algérie, James McDougall interroge la manière dont l’histoire algérienne a été écrite, notamment à travers la figure d’Ahmed Taoufik El Madani, historien et membre de l’Association des oulémas musulmans algériens. Il explore la production historique du début du XXe siècle jusqu’à 2001, en s’éloignant volontairement des chronologies classiques pour examiner la construction d’une mémoire nationale au prisme de la culture, de la religion et du contexte colonial.
McDougall s’attache à montrer comment le nationalisme algérien s’est forgé à travers une relecture du passé et une reconfiguration des pratiques religieuses, notamment en opposant l’islam réformiste (salafiste) à l’islam soufi. Il refuse les catégories figées comme « oulémas » ou « islahistes » pour mieux analyser les continuités entre penseurs arabophones et intellectuels francophones, révélant des convergences inattendues.
Le livre critique le récit national dominant – centré sur l’Étoile nord-africaine, le Parti du peuple algérien (PPA), puis le Front de libération nationale (FLN) – en réintroduisant d’autres voix et temporalités marginalisées, comme celles du Parti communiste algérien (PCA) ou du mouvement de Messali Hadj. McDougall met en évidence comment colonialisme et nationalisme ont ensemble contribué à figer l’histoire dans un cadre rigide.

## Recensions dans des revues académiques
- Raphaëlle Branche, « Compte rendu de : History and the Culture of Nationalism in Algeria », Vingtième Siècle. Revue d'Histoire, N°93,‎ 2007, p. 245–246 (JSTOR 4619271)
- Youssef Choueiri, « Discours du nationalisme algérien », The Journal of African History, volume 49, numéro 2,‎ 2008, p. 338–339 (DOI 10.1017/S0021853708003897, JSTOR 40206664, S2CID 162412237)
- Allan Christelow, « Compte rendu de : History and the Culture of Nationalism in Algeria, James McDougall », The American Historical Review, volume 112, numéro 2,‎ 2007, p. 624–625 (JSTOR 4136787)
- Clement M. Henry, « Compte rendu de : History and the Culture of Nationalism in Algeria, James McDougall », Middle East Journal volume 61, numéro 1,‎ 2007, p. 151–152 (JSTOR 4330362)
- Phillip C. Naylor, « Compte rendu de : History and the Culture of Nationalism in Algeria, James McDougall », International Journal of Middle East Studies, volume 40, numéro 2,‎ 2008, p. 329–332 (DOI 10.1017/S0020743808080653, JSTOR 30069624, S2CID 161425552)
- Malika Rahal, « Compte rendu de : History and the Culture of Nationalism in Algeria, James McDougall », Annales. Histoire, Sciences Sociales, volume 63, numéro 3,‎ 2008, p. 710–712 (DOI 10.1017/S0395264900023714, JSTOR 40376703, S2CID 164968538)
- Edward Webb, « Compte rendu de : History and the Culture of Nationalism in Algeria, James McDougall », Middle East Studies Association Bulletin, volume 41, numéro 2,‎ 2007, p. 208–209 (DOI 10.1017/S0026318400050793, JSTOR 23063340, S2CID 164702918)
- Peter Wien, « Compte rendu de : History and the Culture of Nationalism in Algeria, James McDougall », Social History, volume 33, numéro 3,‎ 2008, p. 340–342 (JSTOR 25594265)

## À propos de l'auteur
James Robert McDougall, né en 1974 est un historien britannique. Il est professeur d’histoire moderne et contemporaine à l’Université d'Oxford et titulaire de la chaire Laithwaite en histoire au Trinity College (Oxford),.